# Mer' end kærlighed
Mer' end kærlighed er det andet studiealbum af den danske sanger og sangskriver Rasmus Seebach, der udkom den 17. oktober 2011 på ArtPeople. Forinden blev albummet udgivet eksklusivt på iTunes Store fredag den 14. oktober, med bonusnummeret "Calling (Nighthawk)", der er en engelsk version af hittet "Natteravn". Mer' end kærlighed udkom desuden i en Limited Edition, der foruden de 12 nye sange indeholder DR1-dokumentarfilmen Snapshot: Rasmus Seebach, et 20 minutters interview sang-for-sang, samt videoen til singlen "I mine øjne". "I mine øjne" blev udsendt som albummets første single i slutningen af august 2011, og blev Seebach's største hit til dato med over 60.000 solgte eksemplarer.
Albummet modtog overvejende positive anmeldelser. Mer' end kærlighed debuterede som nummer ét på hitlisten, med 42.089 solgte eksemplarer i den første uge. Dette gjorde Rasmus Seebach til den hurtigst sælgende kunstner nogensinde, siden Nielsen Music begyndte at opgøre danske hitlister i 1993. Denne rekord blev i 2013 overgået af sangerens tredje album, Ingen kan love dig i morgen der solgte over 49.000 eksemplarer i den første uge. Mer' end kærlighed har ligget i toppen af hitlisten i 18 uger, og var det bedst sælgende album i 2011, samt det det andet bedst sælgende i 2012. I april 2020 blev albummet certificeret 14 gange platin for 280.000 solgte eksemplarer.
Om albummet fortæller Rasmus Seebach: "Jeg har bare gjort, som jeg altid har gjort. Jeg har skrevet sange i mange år, og jeg har brugt min hverdag og de ting, som jeg har tæt ind på kroppen og på livet. Jeg har ikke tænkt, at jeg gerne vil gøre noget nyt. Jeg gør egentlig bare det, jeg synes er fedest. På min måde, siger han."
Mer' end kærlighed er primært skrevet af Rasmus og Nicolai Seebach sammen med rapperen Ankerstjerne, der også medvirker på singlen "Millionær". Albummets sidste nummer er en ny udgave af faderen Tommy Seebachs "Under stjernerne på himlen", der vandt Dansk Melodi Grand Prix 1993. Sangen er en vuggevise til Tommy Seebachs datter Marie, med tekst er skrevet af Keld Heick. Om motivationen for at genindspille sangen siger Rasmus Seebach, "Den sang, min far har lavet, var pakket ind i en plastisk lyd. Jeg synes, det var rart at pakke den ud og give den et akustisk liv. Men det blev ikke i en langvarig proces, for vi endte bare med at trykke 'optag', og så indspillede vi."

## Anmeldelser
Anders Houmøller Thomsen fra Jyllands-Posten gav Mer' end kærlighed fire ud af seks stjerner, og skrev at albummet "viderefører succesformlen fra debuten med anger-sukkende tudeballader af den mundrette og banale slags – og enkelte klub-klaskende afløsere til en gammel træffer som ”Lidt i fem”." Anmelderen kaldte albummets gennemgående "dig-og-mig-og-vi-to-var-engang-så-lykkelige" tema for banalt, men mente numre som "Lys i din lejlighed" og "I mine øjne" var et eksempel på at "et vægtløst og forførende refræn [kan] få selv den mest bagtunge lyrik på vingerne". B.T. skrev at albummet ikke blot levede op til debutalbummet, men overgik den på mange punkter. Resultatet var ifølge anmelderen "12 gudbenådede popsange, der på én gang er hypermoderne og samtidig håbløst gammeldags – på den gode måde", der trak linjer tilbage til Kim Larsen, faderen Tommy Seebach og Brødrene Olsen. Anmelderen fremhævede sangene "Falder", "Lys i din lejlighed", og "Millionær" som potentielle hitsingler.
Peter Albrechtsen fra Ekstra Bladet mente albummet var mere velproduceret, og følte strygearrangementerne gav en "velkommen følelse af format". Anmelderen fandt det befriende at albummet omhandler "Seebachs åbenbart uendelige kærlighedskvababbelser", men fandt hverdagsbanaliteterne anstrengende: "Hjerte rimer på smerte, men hos Seebach kunne det også rime på tærte, hvis det var påkrævet for at få et rim til at gå op." Gaffas Ole Rosenstand Svidt gav albummet tre ud af seks stjerner og skrev: "De følsomme klaverballader og -midt-tempo-numre med ligefremme, billedfattige, klichéfyldte tekster om hjerte og smerte er i overtal, og Rasmus Seebachs karakteristiske lyse, let klagende og ganske solide stemme ligger helt i front i lydbilledet." Mest kritisk var Kasper Kudsk fra Århus Stiftstidende, der gav albummet blot to ud af seks stjerner med konklusionen: "Størstedelen af de 12 sange er skrevet ud fra stort set samme skelet. Nogen gange fungerer det. Andre gange er man ved at falde om i kedsomhed." Kristian Nygaard skrev for Soundvenue, at størstedelen af sangene var skrevet ud fra samme skabelon: "et stille vers, en opløftende bro og så et omkvæd enhver Melodi Grand Prix-forfatter ville give sin højre arm for at have skrevet.", men konkluderede at Rasmus Seebach havde begået en "fremragende dansksproget popplade".

## Singler

### Danmark
Den 22. august 2011 blev "I mine øjne" udsendt som første single. Sangen er skrevet af Rasmus og Nicolai Seebach, Lars Ankerstjerne og Niels Brinck, og handler om hvor meget Rasmus Seebach holder af sin familie, men at han ofte glemmer at fortælle dem dét. I musikvideoen ser man Rasmus besøge sin søster og bror, og videoen slutter med at han går ned af sin barndomsgade for at besøge sin mor. Singlen gik direkte ind som nummer ét på single-, streaming- og airplay-listerne, og solgte over 15.000 downloads på én uge. I slutningen af september 2011 modtog singlen platin for 30.000 downloads. Singlen modtog i midten af december dobbelt platin for 60.000 downloads, og er dermed Seebach's største hit til dato. "I mine øjne" var den anden bedst sælgende single i 2011 i følge IFPI Danmark.
"Millionær" blev sendt til radiostationerne den 21. november 2011 som albummets anden single. Sangen gæstes af rapperen Ankerstjerne, der har været med til at skrive hele albummet. Den handler om det gammelkendte tema at "penge er ikke alt". "Millionær" debuterede på hitlisten den 28. oktober 2011 som nummer 27 som følge af downloads fra albummet. Den 30. december opnåede sangen sin højeste position på hitlisten som nummer to. I slutningen af januar 2012 modtog "Millionær" guld for 15.000 downloads. Sangen var den ottende mest spillede på de kommercielle radiostationer i 2012.
Den 21. maj 2012 blev "Falder" udsendt som tredje og sidste single fra Mer' end kærlighed, samtidig med musikvideoen havde premiere på YouTube. Sangen er en historie "hvor en aftale om tidsfordriv og sjov på lagner ender uforvarende som en ren forelskelse". Singlen opnåede efter otte uger en placering som nummer 18 på single-listen, hvilket er Seebachs laveste placering til dato. "Falder" modtog guld for 15.000 downloads i slutningen af november 2012.

### Sverige
I Sverige blev "Sirenerne" udsendt som albummets første single den 28. november 2011. Albummet var sat til at udkomme den 28. december 2011 i Sverige, men udkom i stedet 25. april 2012 på Universal Music.

## Spor
| #   | Titel                                | Sangskriver(e)                                                         | Producer(e)                  | Længde |
| --- | ------------------------------------ | ---------------------------------------------------------------------- | ---------------------------- | ------ |
| 1.  | "Lys i din lejlighed"                | Rasmus Seebach, Nicolai Seebach, Lars Ankerstjerne                     | Seebach & Seebach            | 4:05   |
| 2.  | "I mine øjne"                        | R. Seebach, N. Seebach, Ankerstjerne, Niels Brinck                     | Seebach & Seebach            | 4:15   |
| 3.  | "Falder"                             | R. Seebach, N. Seebach, Ankerstjerne                                   | Seebach & Seebach            | 3:09   |
| 4.  | "Mer' end kærlighed"                 | R. Seebach, N. Seebach, Ankerstjerne                                   | Seebach & Seebach            | 4:10   |
| 5.  | "Millionær" (featuring Ankerstjerne) | R. Seebach, N. Seebach, Ankerstjerne                                   | Seebach & Seebach            | 4:29   |
| 6.  | "Vi lever"                           | R. Seebach, N. Seebach, Ankerstjerne, Jahn Gran                        | Ianick, Seebach & Seebach    | 4:31   |
| 7.  | "Igen i dag"                         | R. Seebach, N. Seebach, Ankerstjerne                                   | Seebach & Seebach            | 4:09   |
| 8.  | "Nangijala"                          | R. Seebach, N. Seebach, Ankerstjerne                                   | Seebach & Seebach            | 3:54   |
| 9.  | "Ringe i vandet"                     | R. Seebach, N. Seebach, Ankerstjerne                                   | Seebach & Seebach            | 3:29   |
| 10. | "Vover på at gå"                     | R. Seebach, N. Seebach, Ankerstjerne                                   | Seebach & Seebach            | 3:54   |
| 11. | "Sirenerne"                          | R. Seebach, N. Seebach, Ankerstjerne, Rasmus Stabell, Jeppe Federspiel | Providers, Seebach & Seebach | 4:26   |
| 12. | "Under stjernerne på himlen"         | Tommy Seebach, Keld Heick                                              | Seebach & Seebach            | 2:53   |

| 13. | "Calling (Nighthawk)" (Providers vs. Rasmus Seebach) | R. Seebach, N. Seebach, Ankerstjerne, Stabell, Federspiel | Seebach & Seebach, Providers | 4:04 |

## Hitlister og certificeringer
| Hitliste (2011–12) | Højeste placering |
| ------------------ | ----------------- |
| Danmark            | 1                 |
| Sverige            | 19                |

| Hitliste (2011) | Placering |
| --------------- | --------- |
| Danmark         | 1         |
| Hitliste (2012) | Placering |
| Danmark         | 2         |
| Hitliste (2013) | Placering |
| Danmark         | 15        |
| Hitliste (2014) | Placering |
| Danmark         | 39        |
| Hitliste (2015) | Placering |
| Danmark         | 37        |
| Hitliste (2016) | Placering |
| Danmark         | 47        |
| Hitliste (2017) | Placering |
| Danmark         | 38        |
| Hitliste (2018) | Placering |
| Danmark         | 43        |
| Hitliste (2019) | Placering |
| Danmark         | 41        |
| Hitliste (2020) | Placering |
| Danmark         | 47        |
| Hitliste (2021) | Placering |
| Danmark         | 29        |
| Hitliste (2022) | Placering |
| Danmark         | 23        |
| Hitliste (2023) | Placering |
| Danmark         | 28        |
| Hitliste (2024) | Placering |
| Danmark         | 18        |

| Land (Organisation) | Certificering |
| ------------------- | ------------- |
| Danmark (IFPI)      | 14× Platin    |

| 2011                                                             | "I mine øjne"                        | 1  | 1 | 1 | - 2× Platin (download) - 2× Platin (streaming) |
| 2011                                                             | "Millionær" (featuring Ankerstjerne) | 2  | 1 | 3 | - Platin (download) - 3× Platin (streaming)    |
| 2012                                                             | "Falder"                             | 18 | — | 4 | - Guld (download) - Platin (streaming)         |
| "—" markerer en udgivelse der ikke opnåede en hitlisteplacering. |                                      |    |   |   |                                                |

## Udgivelseshistorik
| Land    | Dato             | Format       | Pladeselskab    | Katalog nr.  |
| ------- | ---------------- | ------------ | --------------- | ------------ |
| Danmark | 14. oktober 2011 | Download     | ArtPeople       |              |
| Danmark | 17. oktober 2011 | CD           | ArtPeople       | APCD60292    |
| Sverige | 25. april 2012   | CD, download | Universal Music | 060252791237 |